# Parafia św. Marcina i św. Stanisława w Goszczanowie
Parafia Świętego Marcina i Świętego Stanisława Bpa w Goszczanowie – parafia rzymskokatolicka należąca do dekanatu Koźminek diecezji kaliskiej. Została utworzona w XII wieku. Mieści się pod numerem 156. Prowadzą ją księża diecezjalni.